# Jeison Lucumí
Jeison Steven Lucumí (Suárez, Cauca, Colombia; 8 de abril de 1995) es un futbolista colombiano que actualmente juega en Liga Deportiva Alajuelense de Costa Rica. 

## Historial
Es un jugador formado en el Atlético F. C. colombiano, antes de ingresar en 2014 en las filas del América de Cali, en el que jugaría hasta 2017.
Más tarde firmó con el Atlético Nacional en el que estuvo dos temporadas y con el que jugó la Copa Libertadores a las órdenes de Jorge Almirón.
En verano de 2019 el Club Tigres UANL de México adquirió sus derechos deportivos en una negociación especial donde estuvo incluido Jarlan Barrera, pero disputó la temporada 2019-20 en las filas del Querétaro cedido por Tigres, ambos equipos de la Primera División Mexicana. Marcó cuatro goles y dio cuatro asistencias con los ‘Gallos Blancos’. 
El 15 de septiembre de 2020 firmó por el Elche Club de Fútbol de la Primera División de España, volviéndose a poner a las órdenes de Jorge Almirón.
El 1 de febrero de 2021 rescindió su contrato con el conjunto ilicitano y el 18 del mismo mes se hizo oficial su regreso a América de Cali.

### Deportes Tolima
El 17 de enero del 2022 se anunció como jugador del Deportes Tolima para la presente temporada, se ha destacado por ser un jugador muy veloz y de mucho apoyo en el ataque de su equipo.
Liga Deportiva Alajuelense
Para el 2025, se hace oficial su llegada al club costarricense a petición del entonces técnico Alexandre Guimarães.

## Selección nacional
Fue convocado por la selección colombiana sub-20 para disputar el Campeonato Sudamericano Sub-20 celebrado en Uruguay, en el cual convirtió 4 goles en 8 partidos, y participó en la Copa Mundial de Fútbol Sub-20 de 2015 de Nueva Zelanda, donde Colombia fue eliminada en octavos de final frente a Estados Unidos. 

### Campeonatos Sudamericanos
| Torneo              | Sede    | Resultado  | Partidos | Goles |
| ------------------- | ------- | ---------- | -------- | ----- |
| Sudamericano Sub-20 | Uruguay | Subcampeón | 8        | 4     |

## Estadísticas
- Actualizado de acuerdo al último partido el 22 de diciembre del 2024.

| Club              | País       | Año        | Partidos | Goles | Asist |
| ----------------- | ---------- | ---------- | -------- | ----- | ----- |
| Atlético F. C.    | Colombia   | 2012-2013  | 5        | 1     | 0     |
| América de Cali   | Colombia   | 2014-2017  | 122      | 22    | 2     |
| Atlético Nacional | Colombia   | 2017-2019  | 89       | 10    | 1     |
| Tigres de la UANL | México     | 2019-2020  | 3        | 0     | 0     |
| Querétaro F. C.   | México     | 2020       | 20       | 4     | 4     |
| Elche C. F.       | España     | 2020-2021  | 2        | 0     | 0     |
| América de Cali   | Colombia   | 2021       | 38       | 3     | 3     |
| Deportes Tolima   | Colombia   | 2022- 2024 | 104      | 15    | 10    |
| Alajuelense       | Costa Rica | 2025-      | 19       | 2     | 0     |
| Total             | Total      | Total      | 383      | 55    | 20    |

## Palmarés

### Títulos nacionales
| Título                       | Equipo            | País       | Torneo                    |
| ---------------------------- | ----------------- | ---------- | ------------------------- |
| Categoría Primera B          | América de Cali   | Colombia   | Torneo 2016               |
| Copa Colombia                | Atlético Nacional | Colombia   | Copa 2018                 |
| Superliga de Colombia        | Deportes Tolima   | Colombia   | Superliga 2022            |
| Torneo de Copa de Costa Rica | Alajuelense       | Costa Rica | Torneo de Copa 2025       |
| Recopa de Costa Rica         | Alajuelense       | Costa Rica | Recopa de Costa Rica 2025 |

### Títulos internacionales
| Título              | Equipo          | País | Torneo |
| ------------------- | --------------- | ---- | ------ |
| Juegos Bolivarianos | Colombia Sub-18 | Perú | 2013   |